# Volkswagen Iltis
Volkswagen Iltis byl terénní automobil, který v letech 1978 až 1988 vyráběla německá automobilka Volkswagen. Byl vyráběn pro vojenské účely. Celkem bylo vyrobeno 9547 vozů. Jeho předchůdcem byl Volkswagen 181.

## Historie
Vůz vznikl z potřeby nahradit dosluhující americké automobily Jeep. To se jeho předchůdci nepodařilo, neboť neměl pohon všech kol. Tento nedostatek byl u typu Iltis odstraněn. Automobil vznikal ve spolupráci s automobilkou Audi. Vůz je postaven na technickém základu automobilu Munga. Motor pochází z vozu Audi 100. Pohon všech kol je také od Audi - osvědčený systém Quattro. Vůz byl vyráběn pouze pro armádní účely a ne pro prodej zákazníkům. V roce 1980 s typem Iltis vyhrál Freddy Kottulinsky Rallye Dakar.

## Motory
- 1.7L
- 1.6L diesel